# Рикардо Байано
Рика́рдо Са́нтос Ла́го (порт.-браз. Ricardo Santos Lago), известный под прозвищем Рика́рдо Байа́но (порт.-браз. Ricardo Baiano (10 сентября 1980 года, Ильеус, штат Баия, Бразилия) — боснийский и бразильский футболист, полузащитник. С 2004 года по 2011 год выступал за ряд российских клубов.

## Карьера

### Клубная
Профессиональную карьеру игрока начал в 2000 году. До 2002 года выступал за клубы низших бразильских лиг «Лондрина» и «Жаботикабал». После чего стал игроком бразильского клуба «Сан-Паулу» но по окончании сезона Рикардо покинул команду и переехал в Боснию, где стал игроком клуба «Широки-Бриег».
В 2004 году Рикардо подписал контракт с клубом высшей лиги России «Кубань» из Краснодара, в составе которой он выступал до 2007 года, проведя за это время 96 матчей и забив 21 мяч в чемпионатах и первенствах страны, а также шесть встреч в розыгрышах Кубка России. В первой половине первенства 2008 года выступал за «Спартак-Нальчик», позднее за футбольный клуб «Москва», вместе с которым провёл две игры в розыгрыше Кубка УЕФА.
Весной 2009 года перешёл в стан ФК «Краснодар», дебютировавшего в первенстве России среди клубов первой лиги, став первым легионером в истории клуба. Летом этого же года на правах аренды вернулся в «Спартак-Нальчик». По окончании сезона заключил долгосрочный контракт с сочинской «Жемчужиной», но, после потери клубом профессионального статуса, во второй половине 2011 года стал игроком подмосковных «Химок».
В начале 2012 года вернулся в Боснию, где снова подписал контракт с командой «Широки-Бриег». В декабре покинул клуб, приняв решение о завершении карьеры.
15 мая 2013 года занял должность тренера по технике в детско-юношеской академии футбольного клуба «Краснодар».

### В сборной
Во время выступлений в Боснии Рикардо получил гражданство и был призван в сборную этой страны, за которую провёл один матч. 9 октября 2004 года он принял участие в отборочном матче чемпионата мира 2006 против сборной Сербии и Черногории. Матч завершился безголевой ничьей.

## Достижения
- Чемпион Боснии и Герцеговины: 2004.
- Серебряный призёр чемпионата Боснии и Герцеговины: 2011/12.
- Серебряный призёр первенства в первом дивизионе России (выход в премьер-лигу): 2006.
- Финалист Кубка Боснии и Герцеговины: 2011/12.

## Статистика выступлений
| Команда          | Сезон            | Чемпионат        | Чемпионат | Чемпионат | Кубок | Кубок | Еврокубки | Еврокубки | Итого | Итого |
| Команда          | Сезон            | Уров.            | Игры      | Голы      | Игры  | Голы  | Игры      | Голы      | Игры  | Голы  |
| ---------------- | ---------------- | ---------------- | --------- | --------- | ----- | ----- | --------- | --------- | ----- | ----- |
| Кубань           | 2004             | I                | 15        | 3         | 0     | 0     | 0         | 0         | 15    | 3     |
| Кубань           | 2005             | II               | 25        | 3         | 2     | 1     | 0         | 0         | 27    | 4     |
| Кубань           | 2006             | II               | 33        | 12        | 2     | 0     | 0         | 0         | 35    | 12    |
| Кубань           | 2007             | I                | 23        | 3         | 2     | 0     | 0         | 0         | 25    | 3     |
| Кубань           | Итого            | Итого            | 96        | 21        | 6     | 1     | 0         | 0         | 102   | 22    |
| Спартак-Нальчик  | 2008             | I                | 6         | 1         | 0     | 0     | 0         | 0         | 6     | 1     |
| Москва           | 2008             | I                | 8         | 0         | 0     | 0     | 2         | 0         | 10    | 0     |
| Краснодар        | 2009             | II               | 20        | 4         | 2     | 0     | 0         | 0         | 22    | 4     |
| Спартак-Нальчик  | 2009             | I                | 9         | 1         | 0     | 0     | 0         | 0         | 9     | 1     |
| Жемчужина-Сочи   | 2010             | II               | 33        | 2         | 1     | 0     | 0         | 0         | 34    | 2     |
| Жемчужина-Сочи   | 2011/12          | II               | 8         | 0         | 2     | 0     | 0         | 0         | 10    | 0     |
| Жемчужина-Сочи   | Итого            | Итого            | 41        | 2         | 3     | 0     | 0         | 0         | 44    | 2     |
| Химки            | 2011/12          | II               | 7         | 0         | 0     | 0     | 0         | 0         | 7     | 0     |
| Широки-Бриег     | 2011/12          | I                | 7         | 2         | 3     | 0     | 0         | 0         | 10    | 2     |
| Широки-Бриег     | 2012/13          | I                | 9         | 2         | 0     | 0     | 2         | 0         | 11    | 2     |
| Широки-Бриег     | Итого            | Итого            | 16        | 4         | 3     | 0     | 2         | 0         | 21    | 4     |
| Всего за карьеру | Всего за карьеру | Всего за карьеру | 203       | 33        | 14    | 1     | 4         | 0         | 221   | 34    |

Источники:
- Статистика выступлений боснийского этапа карьеры взята со спортивного сайта Soccerway.com

## Матчи за сборную
| Матчи и голы Рикардо Байано за сборную Боснии и Герцеговины | Матчи и голы Рикардо Байано за сборную Боснии и Герцеговины | Матчи и голы Рикардо Байано за сборную Боснии и Герцеговины | Матчи и голы Рикардо Байано за сборную Боснии и Герцеговины | Матчи и голы Рикардо Байано за сборную Боснии и Герцеговины | Матчи и голы Рикардо Байано за сборную Боснии и Герцеговины | Матчи и голы Рикардо Байано за сборную Боснии и Герцеговины |
| №                                                           | Дата                                                        | Место проведения                                            | Соперник                                                    | Счёт                                                        | Голы                                                        | Соревнование                                                |
| ----------------------------------------------------------- | ----------------------------------------------------------- | ----------------------------------------------------------- | ----------------------------------------------------------- | ----------------------------------------------------------- | ----------------------------------------------------------- | ----------------------------------------------------------- |
| 1                                                           | 9 октября 2004                                              | Сараево                                                     | Сербия и Черногория                                         | 0:0                                                         | -                                                           | Отборочный матч ЧМ-2006                                     |

Итого: 1 матч / 0 голов; 0 побед, 1 ничья, 0 поражений.